# 式叉摩那
式叉摩那，又譯式叉摩尼、式叉摩那尼， 意译为“学法女”，在佛教中用来称呼处于沙弥尼和比丘尼中间阶段的女性出家者。
一般认为这个阶段的目的是使沙弥尼习惯出家生活和戒律，另外对曾结婚的沙弥尼可以观察其是否怀孕。

## 戒律
《四分律》规定式叉摩那在遵守十戒外，还多了六条戒律：
1. 与染污心男子身相触
2. 盗人四钱以下
3. 故断畜生命
4. 小妄语
5. 非时食
6. 饮酒

《根本说一切有部苾刍尼毗奈耶》的规定有所不同：
1. 式叉摩尼六法：一、不得独在道行。二、不得独渡河水。三、不得触丈夫身。四、不得与男子同宿。五、不得为媒嫁事。六、不得覆藏比丘尼重罪。
2. 式叉摩尼六随法：一、不得捉属己金银。二、不得剃隐处毛。三、不得垦掘生地。四、不得故断生草木。五、不得不受而食。六、不得食曾触食。